# Cheng Congfu
Cheng Congfu, também conhecido como Frankie Cheng Congfu (chinês simplificado: 程丛夫, pinyin: Chéng Cóng Fū; Pequim, 15 de agosto de 1984) é um automobilista chinês.

## Carreira
Cheng Congfu começou sua carreira em corridas de fórmula com a British Formula Ford Winter Series em 2001. Em 2003, ele passou a ser apoiado pela equipe de Fórmula 1 da McLaren, como parte de seu programa de desenvolvimento de pilotos.
Ele se juntou a equipe A1 Team China e competiu na A1 Grand Prix nas temporadas de 2006–07 e 2007–08.